# Denis Kovba
Dzyanis Yur'evich Kowba ou Denis Yuriyevich Kovba - respectivamente, em bielorrusso, Дзяніс Юр'евіч Коўба e em russo, Денис Юрьевич Ковба (Vitebsk, 6 de setembro de 1979 – Moscou, 18 de novembro de 2021) foi um futebolista bielorrusso que atuava como volante. Seu último trabalho foi como auxiliar-técnico no Vitebsk, onde trabalhava desde 2018.

## Carreira
Jogou a maior parte de sua carreira, iniciada em 1996, no Krylya Sovetov Samara, onde teve 2 passagens: a mais destacada foi entre 2000 e 2009, disputando 247 jogos e marcando 8 gols. Voltaria ao clube em 2010, mas disputou apenas 5 jogos.
Atuou também por Lokomotiv Vitebsk, Zirka Kirovohrad, Sparta Praga, Oleksandriya e Khimki, onde se aposentou pela primeira vez, em 2012. No ano seguinte, voltaria novamente ao Krylya Sovetov, desta vez como auxiliar-técnico, função que exerceria até 2018, quando foi para o Vitebsk, também como auxiliar.
Em 2021, voltou aos gramados para defender o Gorodok Lions, equipe das divisões inferiores de seu país.

## Carreira internacional
Após jogar pela seleção Sub-21 da Bielorrússia, Kovba representou a equipe principal entre 2002 e 2007, atuando em 36 partidas e fazendo 2 gols, contra Turquia (amistoso, em 2004) e Eslovênia (eliminatórias da Eurocopa de 2008).

## Morte
Kovba faleceu em 18 de novembro de 2021 em um hospital de Moscou, aos 42 anos. O ex-volante estava internado após ser diagnosticado com a COVID-19, não resistindo a complicações da doença.

## Títulos
Sparta Praga
- Campeonato Tcheco: 2009–10

## Links
- Denis Kovba em National-Football-Teams.com